# Enrico Paolini
Enrico Paolini, (Pésaro, 26 de marzo de 1945-San Costanzo, 7 de mayo de 2025) fue un ciclista y director deportivo italiano.

## Biografía
Profesional de 1969 a 1979, Enrico Paolini fue tres veces campeón de Italia en ruta y ganó siete etapas del Giro de Italia y varias semiclásicas italianas (Tres Valles Varesinos, Milán-Turín, Giro del Veneto, Giro de Emilia). Después de su carrera como ciclista se convirtió en directo deportivo de varios equipos italianos.

## Palmarés
| 1969 - Gran Premio Ciudad de Camaiore - 1 etapa de la Vuelta a Suiza 1970 - 1 etapa del Giro de Italia 1971 - 1 etapa del Giro de Italia - 3º en el Campeonato de Italia en Ruta 1972 - 1 etapa del Giro de Italia - Giro del Veneto - Tour de Umbría 1973 - Campeonato de Italia en Ruta | 1974 - 2 etapas del Giro de Italia - Campeonato de Italia en Ruta - 4 etapas de la Vuelta a Suiza 1975 - Coppa Bernocchi - Giro de Emilia - 1 etapa del Giro de Italia 1976 - Giro de Reggio Calabria - Milán-Turín 1977 - Campeonato de Italia en Ruta 1978 - 1 etapa del Giro de Italia |

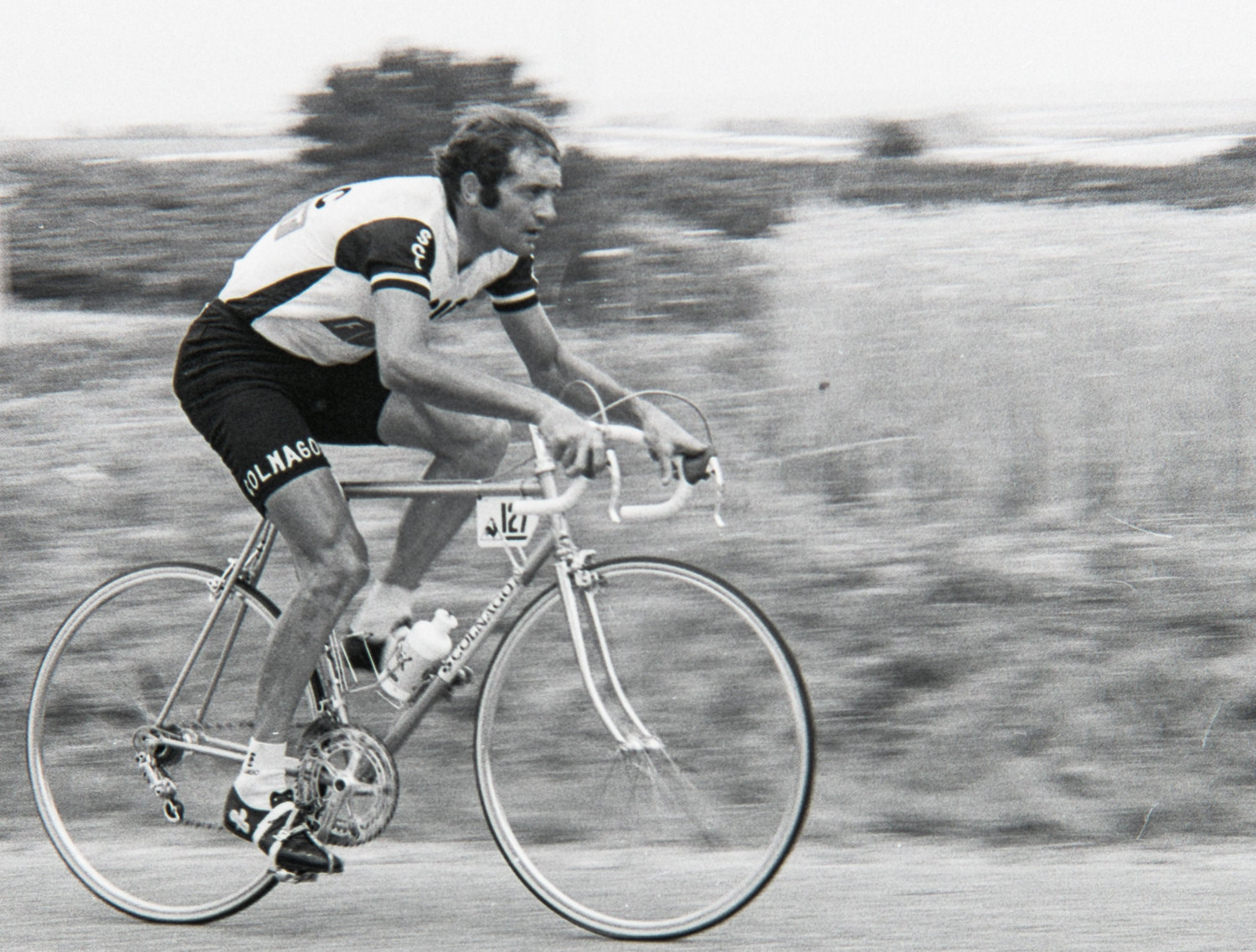

## Resultados en las grandes vueltas
| Carrera         | 1969 | 1970 | 1971 | 1972 | 1973 | 1974 | 1975 | 1976 | 1977 | 1978 | 1979 |
| --------------- | ---- | ---- | ---- | ---- | ---- | ---- | ---- | ---- | ---- | ---- | ---- |
| Giro de Italia  | 43.º | 24.º | 11.º | 39.º | 22.º | 46.º | 43.º | 64.º | 74.º | 68.º | 95.º |
| Tour de Francia | -    | Ab.  | Ab.  | -    | -    | -    | -    | 50.º | -    | -    | -    |
| Vuelta a España | -    | -    | -    | -    | -    | -    | -    | -    | -    | -    | -    |
| Mundial en Ruta | 8.º  | -    | -    | -    | 12.º | -    | -    | 48.º | -    | -    | -    |